# Wanderson do Carmo
Francisco Wanderson do Carmo Carneiro (Baturité, 18 februari 1986) is een Braziliaans voetballer die bij voorkeur als aanvaller speelt. Hij verruilde in januari 2013 GAIS Göteborg voor FK Krasnodar, dat hem daarvoor een half jaar huurde. Hij speelt sinds 2018 bij Helsingborgs IF.
Wanderson begon zijn loopbaan bij Fortaleza EC en hij werd in 2007 ook verhuurd aan River Atlético Clube. In 2007 kwam hij naar GAIS in Zweden waar hij in 2009 gedeeld topscorer van de Allsvenskan werd met 18 doelpunten.
In januari 2010 wilde Feyenoord Wanderson contracteren en was ook de speler zelf welwillend. Op 1 februari zag de club alsnog van de Braziliaan af. Het lukte de Rotterdamse club niet om naast Andwelé Slory nog meer spelers te verkopen, waardoor het aankopen van Wanderson financieel niet haalbaar was.

## Erelijst
- Allsvenskan topscorer: 2009
- Premjer-Liga topscorer 2012-2013